# نهائي كوبا ليبرتادوريس 1984
كانت نهائيات كوبا ليبرتادوريس عام 1984 آخر مباراة ذهاباً وإياباً لتحديد بطل نسخة 1984 جمعت نادي إندبندينتي الأرجنتيني ونادي غريميو البرازيلي. أقيمت مباراة الذهاب في 24 يوليو في الملعب الأولمبي الضخم وأقيمت مباراة الإياب في 27 يوليو في ملعب ليبرتادوريس دي أمريكا.
فاز إنديبندينتي 1-0 في المجموع.

## الفرق المتأهلة
| فريق        | مشاركات سابقة (الخط الغليظ يشير إلى فوز) |
| ----------- | ---------------------------------------- |
| غريميو      | 1983                                     |
| انديبندينتي | 1964 ، 1965 ، 1972 ، 1973 ، 1974 ، 1975  |